# Doryopteris davidsei
Doryopteris davidsei là một loài thực vật có mạch trong họ Adiantaceae. Loài này được A.R. Sm. miêu tả khoa học đầu tiên năm 1990.